# 貴儀張氏
贵仪张氏（1053年—1111年），宋英宗的妃嫔，父張堯佐
张氏初封仁寿郡君，宋英宗去世时她年仅十五岁。哲宗即位，元丰八年（1085年）四月，升祖父的妾室张氏為才人（正五品）、徽宗立，元符三年（1100年）正月升张氏为婕妤（正三品），大觀二年（1108年）二月又升為修容（嫔，正二品）。政和元年（1111年）十月卒，赠贵仪。